# خلنج إندرز
خلنج إندرز (بالإنجليزية: Erica Enders-Stevens)‏ هي سائقة سباق أمريكية، ولدت في 8 أكتوبر 1983 في هيوستن في الولايات المتحدة.